# Joyce Meyer
Pauline Joyce Hutchison, plus connue sous le nom de Joyce Meyer, née le 4 juin 1943, est une télévangéliste américaine, auteur et pasteure chrétienne  évangélique de courant charismatique. 

## Biographie
Joyce Meyer est née le 4 juin 1943 à Saint-Louis (Missouri), États-Unis. Elle a été victime d'abus sexuels de la part de son père durant son enfance. En 1967, elle s'est marié avec Dave Meyer. Elle était alors membre de l'église luthérienne. En 1976, elle a expérimenté une nouvelle naissance. Elle a rejoint le Life Christian Center, une église charismatique, à Fenton (Missouri). Puis elle a fait[Quand ?] un doctorat à la Life Christian University, Tampa.

### Ministère
En 1985, Joyce Meyer a fondé son ministère radio appelé "Life in the World". En 1993, elle a commencé une émission télé "Enjoying Everyday Life" diffusée sur WGN-TV et Black Entertainment Television. Avec l'aide de Dave, elle a fondé l'église  Saint-Louis Dream Center en 2000 . Prêchant selon certains un « évangile de prospérité », ses émissions sont traduites et diffusées dans plusieurs pays du monde.
En janvier 2019, elle reconnait que ses enseignement sur la théologie de la prospérité étaient « déséquilibrée ».

## Enquête du Comité des Finances du Sénat
En 2007, son ministère était l’un des 6 ministères charismatiques qui ont fait l'objet d'une enquête du Sénat américain pour des allégations de détournements de dons dans le but de financer les modes de vie extravagants des télévangélistes. Certaines transactions de Meyer ont fait l’objet d’une attention particulière, telle une commode à 23 000 $ . Toutefois, après la publication du rapport en 2011, aucune mesure supplémentaire n’a été prise.